# Bloemenbeek
De Bloemenbeek is een beek in de Nederlandse provincie Overijssel, die begint bij het Loabultpad vlak bij De Lutte.
De beek stroomt slingerend door het bos en mondt uiteindelijk uit in de Dinkel. De beek stroomt meanderend langs Landhuishotel De Bloemenbeek. De eigenaar heeft in 2002 een vijver aan laten leggen naast zijn hotel en de beek om neerslag op te vangen. Als het water in de vijver in de winter hoog genoeg is stroomt het de beek in. Er hebben zich al vele dieren gevestigd in en om de vijver, zoals salamanders, kikkers en libellen.